# Verbond van droge stroomdalgraslanden
Het verbond van droge stroomdalgraslanden (Sedo-Cerastion) is een verbond uit de struisgras-orde (Trifolio-Festucetalia ovinae). Het verbond omvat meso-oligotrafente tot oligotrafente, zeer soortenrijke, graslandgemeenschappen op droge zandgronden langs grote rivieren.

## Naamgeving en codering
- Syntaxoncode voor Nederland (rVvN): r14Bc
- BWK-karteringscode: hu
- Natura2000-habitattypecode (EU-code): H6120
- Corine biotope: 34.12 Pelouses des sables calcaires
- Eunis Habitat Types: E1.12 Euro-Siberian pioneer calcareous sand swards

De wetenschappelijke naam Sedo-Cerastion is afgeleid van de botanische namen van twee dikwijls beeldbepalende soorten van dit verbond, muurpeper (Sedum acre) en akkerhoornbloem (Cerastium arvense).

## Fysiognomie
Het verbond van droge stroomdalgraslanden omvat min of meer open tot zeer dichte, laagblijvende graslandvegetatie. In het bijzonder zijn vaak geelbloemige soorten toonaangevend in het vegetatieaspect.
De kruidlaag is zeer soortenrijk en bloemrijk, en bestaat overwegend uit een mengeling van eenjarige en overblijvende kruiden als sikkelklaver en akkerhoornbloem, aangevuld met grassen als zachte haver, kweek en veldbeemdgras.
De moslaag is aanwezig maar minder belangrijk.

## Ecologie
Het verbond van droge stroomdalgraslanden vindt men op droge, meso-oligotrofe tot oligotrofe, weinig tot matig humusrijke, basenrijke zand- of zavelgronden, vooral op door grotere rivieren afgezette zandruggen en oeverwallen.

## Associaties in Nederland en Vlaanderen
Het verbond van de droge stroomdalgraslanden wordt in Nederland en Vlaanderen vertegenwoordigd door twee associaties.
- - associatie van vetkruid en tijm (Sedo-Thymetum)
  - associatie van sikkelklaver en zachte haver (Medicagini-Avenetum pubescentis)

## Diagnostische taxa voor Nederland en Vlaanderen
Het verbond van droge stroomdalgraslanden heeft voor Nederland en Vlaanderen als belangrijkste kensoorten voorjaarsganzerik, handjesgras en cipreswolfsmelk. De naamgevende muurpeper en akkerhoornbloem zijn dikwijls beeldbepalend, maar komen ook in andere plantengemeenschappen voor. Zachte haver en kleine pimpernel zijn differentiërende soorten ten opzichte van de andere verbonden in de struisgras-orde, terwijl knolboterbloem, akkerwinde, kraailook en ruige weegbree het verbond differentiëren tegenover alle ander gemeenschappen binnen de klasse van droge graslanden op zandgrond.
Kruidlaag
| Kentaxon | Diff.soort | Presentie | Triviale naam           | Botanische naam                        | Opmerking                                                        | Afbeelding |
| -------- | ---------- | --------- | ----------------------- | -------------------------------------- | ---------------------------------------------------------------- | ---------- |
| kV       | -          |           | voorjaarsganzerik       | Potentilla tabernaemontani             |                                                                  |            |
| kV       | -          |           | handjesgras             | Cynodon dactylon                       |                                                                  |            |
| kV       | -          |           | cipreswolfsmelk         | Euphorbia cyparissias                  |                                                                  |            |
| kV       | -          |           | wilde averuit           | Artemisia campestris subsp. campestris |                                                                  |            |
| kO       | -          |           | liggende klaver         | Trifolium campestre                    |                                                                  |            |
| kO       | -          |           | hazenpootje             | Trifolium arvense                      |                                                                  |            |
| kO       | -          |           | overblijvende hardbloem | Scleranthus perennis                   |                                                                  |            |
| kO       | -          |           | viltganzerik            | Potentilla argentea                    |                                                                  |            |
| kO       | -          |           | klein timoteegras       | Phleum pratense subsp. serotinum       |                                                                  |            |
| kK       | -          |           | geel walstro            | Galium verum                           |                                                                  |            |
| kK       | -          |           | gewoon biggenkruid      | Hypochaeris radicata                   |                                                                  |            |
| kK       | -          |           | zandzegge               | Carex arenaria                         |                                                                  |            |
| kK       | -          |           | zandhoornbloem          | Cerastium semidecandrum                |                                                                  |            |
| kK       | -          |           | vroegeling              | Erophila verna                         |                                                                  |            |
| kK       | -          |           | kleine leeuwentand      | Leontodon saxatilis                    |                                                                  |            |
| bg       | -          |           | akkerhoornbloem         | Cerastium arvense                      |                                                                  |            |
| -        | dV         |           | zachte haver            | Helictotrichon pubescens               | t.o.v. het buntgras-verbond en het verbond van gewoon struisgras |            |
| -        | dV         |           | kleine pimpernel        | Sanguisorba minor                      | idem                                                             |            |
| -        | dO         |           | echte kruisdistel       | Eryngium campestre                     | t.o.v. buntgras-orde en fakkelgras-orde                          |            |
| -        | dO         |           | knolboterbloem          | Ranunculus bulbosus                    | idem                                                             |            |
| -        | dO         |           | akkerwinde              | Convolvulus arvensis                   | idem                                                             |            |
| -        | dO         |           | kraailook               | Allium vineale                         | idem                                                             |            |
| -        | dO         |           | ruige weegbree          | Plantago media                         | idem                                                             |            |

Moslaag
| Kentaxon | Diff.soort | Presentie | Triviale naam         | Botanische naam       | Opmerking | Afbeelding |
| -------- | ---------- | --------- | --------------------- | --------------------- | --------- | ---------- |
| kK       | -          |           | gewoon klauwtjesmos   | Hypnum cupressiforme  |           |            |
| kK       | -          |           | grijze bisschopsmuts  | Racomitrium canescens |           |            |
| kK       | -          |           | gewoon purpersteeltje | Ceratodon purpureus   |           |            |

## Biologische Waarderingskaart
In de Biologische Waarderingskaart (BWK) van Vlaanderen en het Brussels Hoofdstedelijk Gewest is deze associatie opgenomen als mesofiel hooiland (hu), subtype 'droge stroomdalgraslanden'.
Dit vegetatietype staan alle gewaardeerd als 'Biologisch zeer waardevol'.

## Fotogalerij

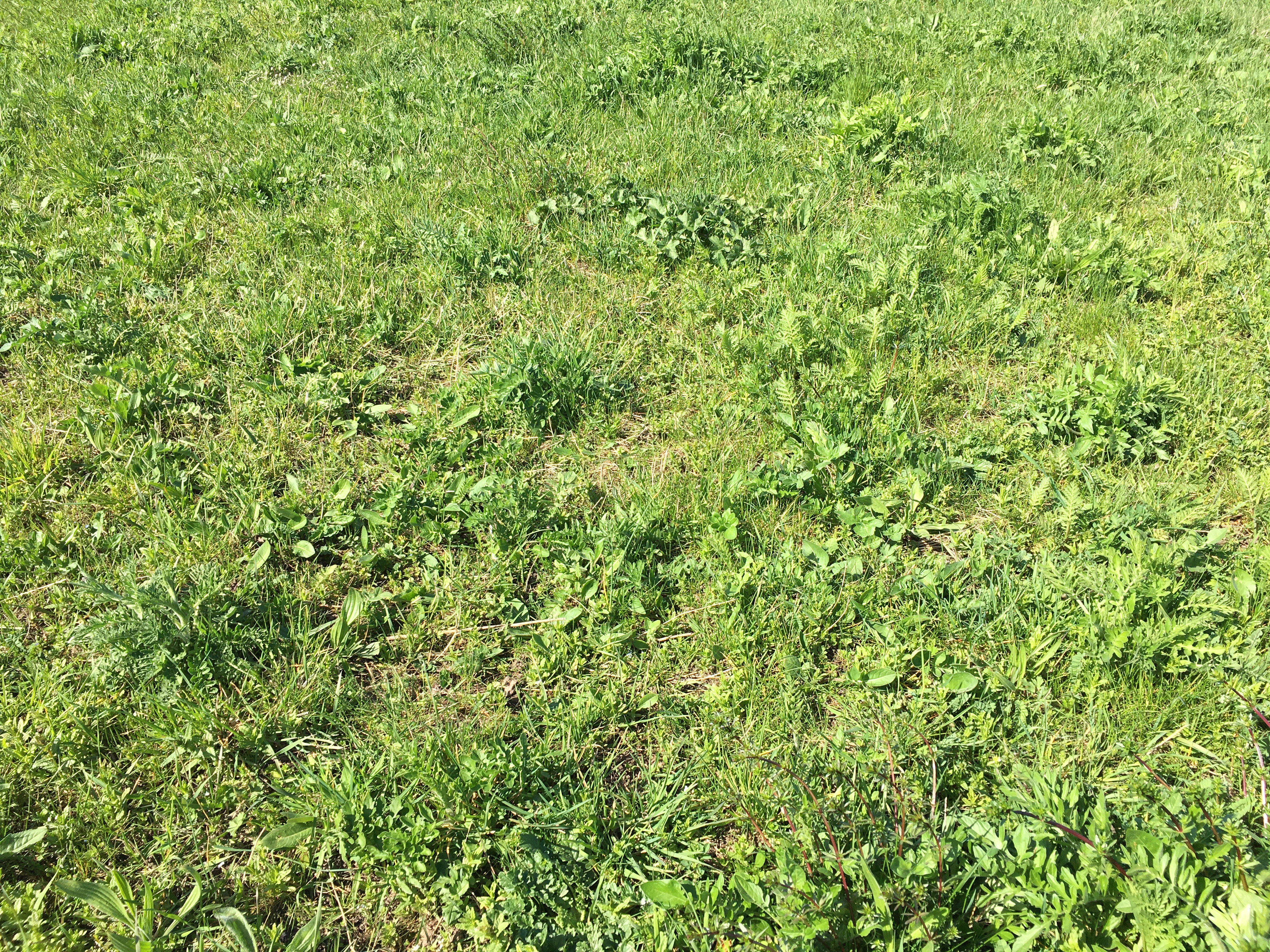
De associatie van sikkelklaver en zachte haver
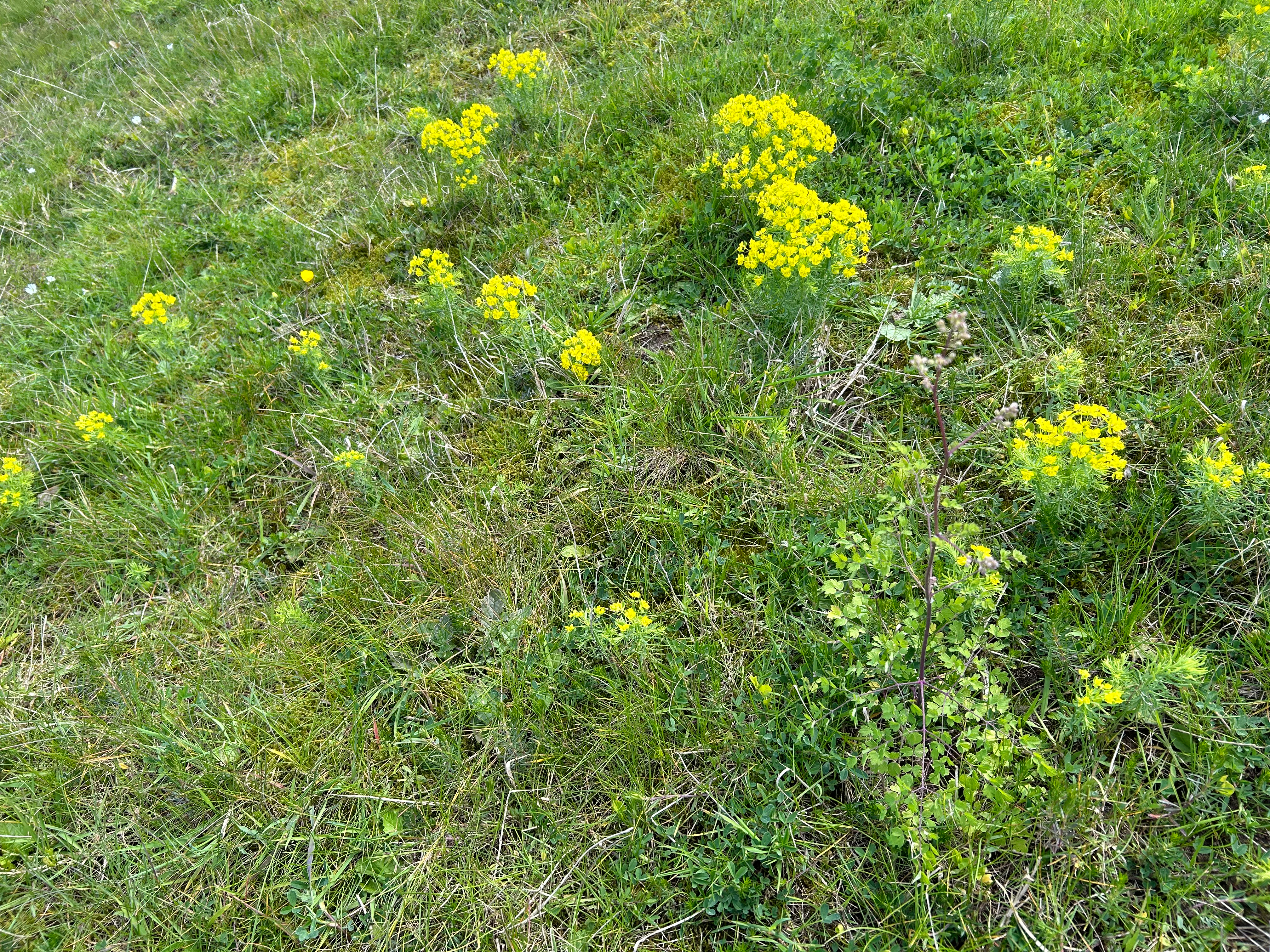
De associatie van sikkelklaver en zachte haver
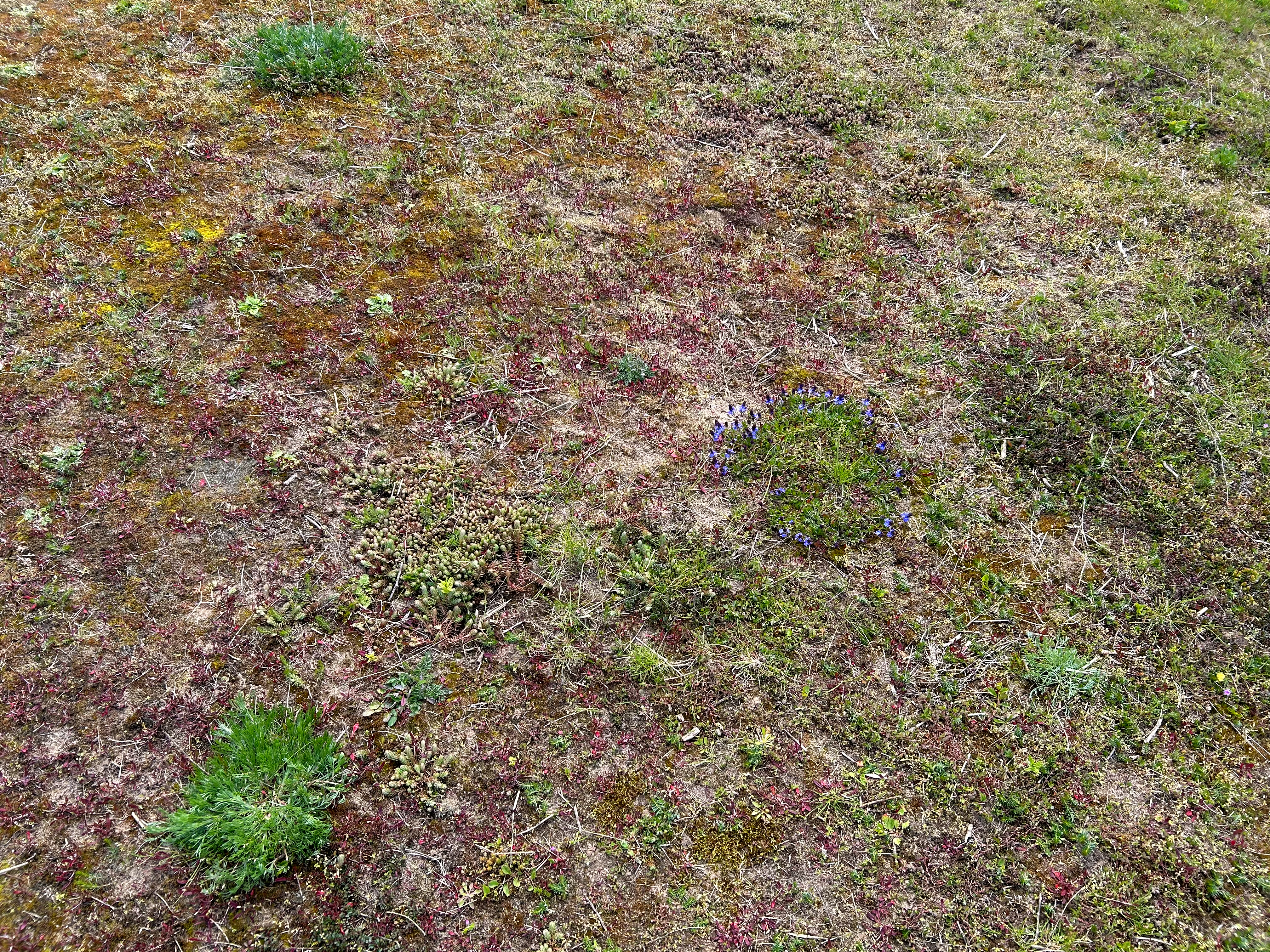
De associatie van vetkruid en tijm
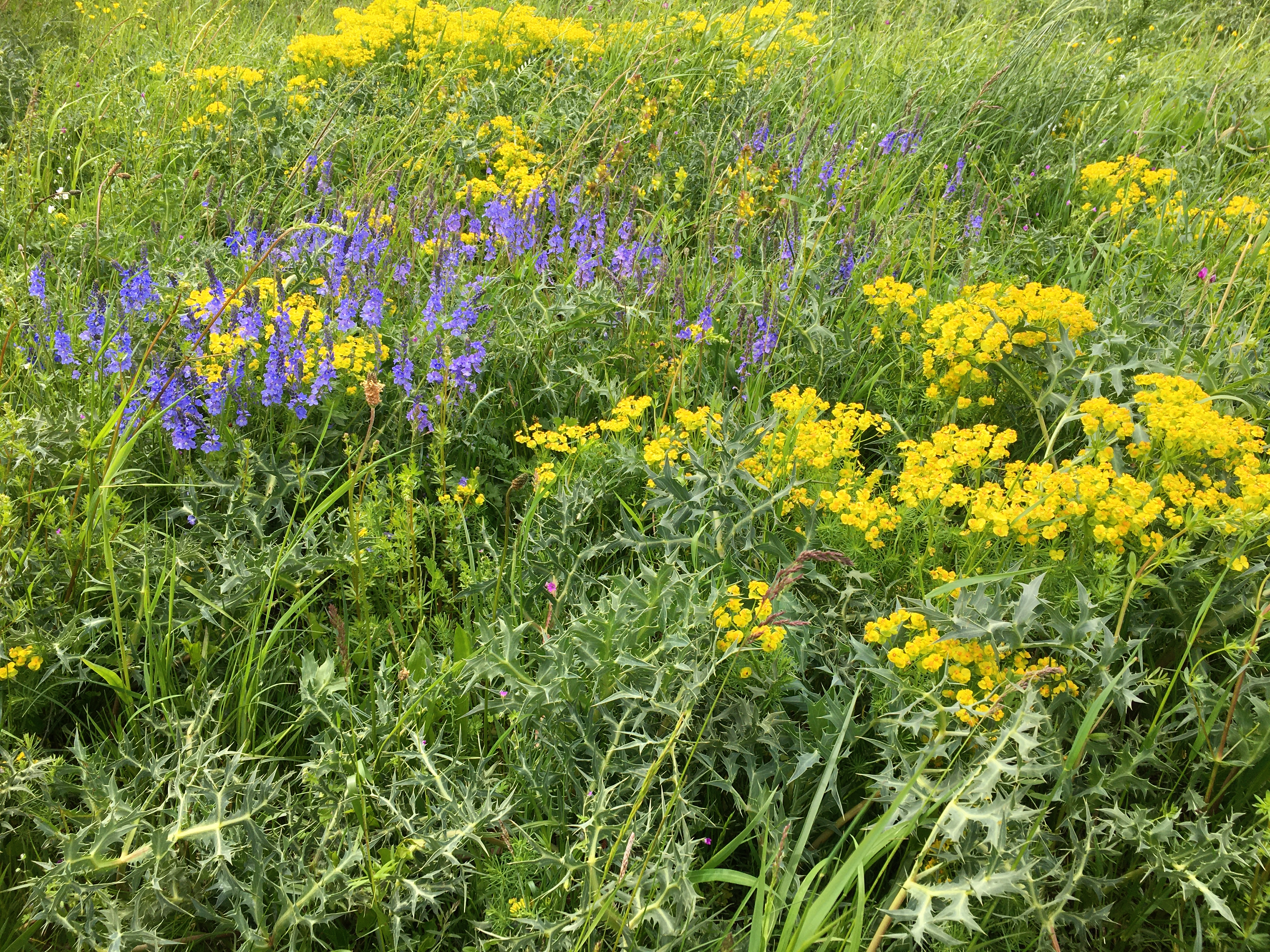
De associatie van sikkelklaver en zachte haver in eind mei
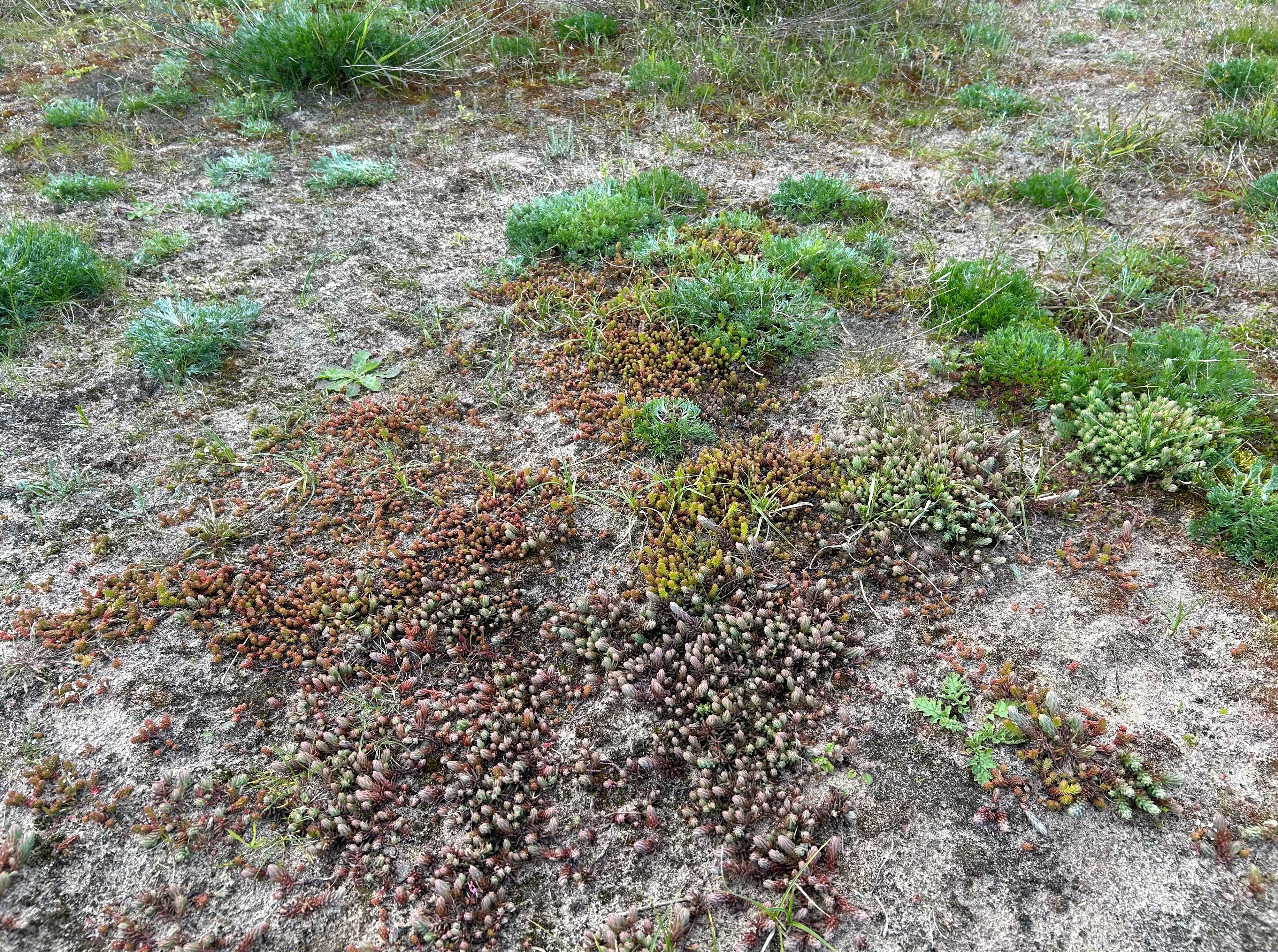
De associatie van vetkruid en tijm